# Nazlati Mohamed Andhumdine
Nazlati Mohamed Andhumdine, född 20 december 1997, är en komorisk simmare.
Andhumdine tävlade för Komorerna vid olympiska sommarspelen 2016 i Rio de Janeiro, där hon blev utslagen i försöksheatet på 50 meter frisim.